# Перене (река)
Перене (шп. Río Perené) је река у Перуу која извире на источним падинама Анда. Настаје од два мања тока Чанчамаја и Паукартамба на око 400 метара надморске висине и тече у правцу југоистока. Дугачка је 165 km и код места Пуерто Прадо са реком Ене сачињава реку Тамбо. Перене је део великог воденог система Амазона.